# 李合邦
李合邦（1913年—1967年），原名李鹤榜，男，陕西清涧人，中华人民共和国政治人物，曾任中共陕西省委副书记。